# Chiesa di Santa Maria delle Grazie (Luco dei Marsi)
La chiesa di Santa Maria delle Grazie è una chiesa cattolica situata nel comune di Luco dei Marsi (AQ) in Abruzzo.

## Storia

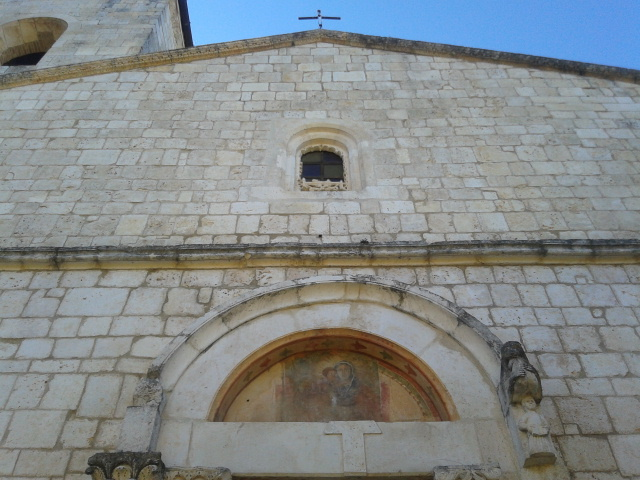
La lunetta con l'affresco della Madonna delle Grazie

La chiesa venne edificata sul sito di una chiesa cristiana altomedievale del VII-VIII secolo, strettamente connessa al municipium di Lucus Angitiae. Questo edificio di culto è attestato per la prima volta in un documento ecclesiastico dell'anno 950 come "ecclesia Sancta Maria in Luco". Ceduta nel corso del X secolo dalla contessa longobarda Doda dei Marsi ai monaci benedettini di Montecassino fu affiancata dal monastero rappresentando per l'abbazia cassinese la prepositura di riferimento per un ampio territorio e 29 chiese e monasteri in territorio marsicano, almeno fino al XIV secolo. In posizione sovrastante venne edificato nel corso dell'incastellamento medievale il centro fortificato denominato "Rocca di Luco". Il feudo luchese si estendeva in direzione nord-sud dall'imbocco dell'originario incile fucense fino alla località Padule, alle porte di Trasacco. 
Probabilmente in seguito ad un disastroso terremoto la chiesa venne ricostruita nel XII secolo richiamando uno stile romanico con pianta rettangolare e interno diviso in tre navate da possenti pilastri in pietra. Alcuni inventari del XIV e XV secolo descrivono la ricchezza del monastero di Luco che nel corso dei secoli venne dotato di una muratura tale da farlo apparire come un "monastero-torre". 
Negli ultimi anni del Quattrocento con l'avvento dei Colonna nella contea e nelle baronie marsicane il potere benedettino andò via via scemando. Il monastero, divenuto nel frattempo collegiata, fu abbandonato il 3 giugno 1588. Successivamente la diocesi dei Marsi innalzò a parrocchiale la chiesa di San Giovanni Battista, mentre la chiesa di Santa Maria delle Grazie divenne una chiesa sepolcrale. Il monastero fu restaurato nel corso del XVIII secolo.
Gravemente danneggiata dal terremoto della Marsica del 1915 la chiesa nel 1922 fu quasi del tutto ricostruita nel rispetto dei materiali originari e del disegno romanico da Carlo Ignazio Gavini. Del monastero benedettino, invece, restano visibili alcuni ruderi.

## Descrizione
La chiesa medievale a pianta rettangolare, restaurata negli anni venti, presenta tre navate divise da pilastri in pietra a base quadrata. La facciata a capanna, anch'essa in pietra, si caratterizza per i tre portali e, nella parte superiore, per tre finestre monofore. Sulla lunetta che sovrasta il portale centrale è ospitato l'affresco che raffigura la Madonna delle Grazie. Il campanile si innalza sul lato sinistro dell'edificio.